# Henckelia
Henckelia (hrv. hirita, po sinonimu Chirita), biljni rod iz porodice gesnerijevki smješten u podtribus Didymocarpinae, dio tribusa Trichosporeae. Rod je raširen od južne Indije i Šri Lanke preko Sumatre, južnog Tajlanda, Malajskog poluotoka, Bornea, do Filipina, Sulawesija i Nove Gvineje.

## Etimologija
Rod je nazvan u čast grofa Lea F. V. Henckel von Donnersmarcka (1785.-1861.), njemačkog administratora i strastvenog botaničara amatera.

## Opis
Ovo je nomenklaturno najviše zbunjujući od svih rodova proizašlih iz Chirite i onaj s najvećim nomenklaturnim posljedicama u drugim skupinama azijskih Gesneriaceae. Henckelia je prije obuhvaćala oko 180 vrsta u južnoj Indiji, Šri Lanki, južnom Tajlandu i Maleziji. Sada je pokazano da su vrste Henckelia iz južne Indije i Šri Lanke blisko povezane s Chirita urticifolia (danas Henckelia urticifolia), izvornom tipskom vrstom Chirite, i njezinim srodnicima.
Klasifikacijske posljedice ovoga prema pravilima botaničke nomenklature su da se rodovi Henckelia i Chirita moraju kombinirati i da starije ime ima prednost. Stariji naziv je Henckelia i stoga se naziv Chirita više ne smije koristiti. Međutim, vrlo mnogo vrsta Chirita nije u ovoj skupini vrsta i velika većina vrsta Henckelia u jugoistočnoj Aziji mora biti preseljena u druge rodove.
Henckelia je višegodišnje zeljasto bilje, donekle drvenasti polugrmovi do drvenasti grmovi. Stabljika je uspravna, uzdižuća ili puzeća. Listovi nasuprotni ili naizmjenični, s kratkom do dugom peteljkom, oblik lamine vrlo varijabilan, u rasponu od vrpčastog do suborbikularnog, često jajoliki ili lancetasti, obično dlakavi. 
Cvatovi pazušni, jednocvjetni ili cvjetovi od više cvjetnih parova. Čašičnih listića 5, slobodnih do baze ili bazalno povezanih. Vjenčić različitog oblika i boje, često infundibuliforman (lijevkast), rijetko zvonast ili pljosnat. Prašnika 2, obično uključeni u vjenčić, duge niti, prašnici su spojeni. Nektarij valjkast, čašast, ponekad nedostaje. Jajnik obično vitko konusan ili jajast. Plod je obično duga plagiokarpna čahura, koja se drži vodoravno i otvara se na gornjoj strani. Sjemenke brojne, s različitim uzorcima testa. Broj kromosoma: 2n = 18, 36. 

## Napomene
Rod je nedavno ponovno uspostavljen radi uključivanja većine malezijskih vrsta prethodno opisanih pod Didymocarpus (Weber & Burtt 1998d, Vitek et al. 2000). Značajne razlike postoje u plodu (plagiokarpni, dehiscencija samo na gornjoj strani), habitusu (kontinuiran rast, bez sezonskih izdanaka), flornim značajkama i broju kromosoma (značajna konstantnost x = 9).

## Vrste
1. Henckelia adenocalyx (Chatterjee) D. J. Middleton & Mich. Möller
2. Henckelia amplexifolia Sirim.
3. Henckelia anachoreta (Hance) D. J. Middleton & Mich. Möller
4. Henckelia angusta (C. B. Clarke) D. J. Middleton & Mich. Möller
5. Henckelia anthonysamyi Banka
6. Henckelia arupii Taram & Tag
7. Henckelia auriculata (J. M. Li & S. X. Zhu) D. J. Middleton & Mich. Möller
8. Henckelia bifolia (D. Don) A. Dietr.
9. Henckelia bracteata Janeesha & Nampy
10. Henckelia briggsioides (W. T. Wang) D. J. Middleton & Mich. Möller
11. Henckelia burttii D. J. Middleton & Mich. Möller
12. Henckelia calva (C. B. Clarke) D. J. Middleton & Mich. Möller
13. Henckelia campanuliflora Sirim.
14. Henckelia candida Sirim.
15. Henckelia ceratoscyphus (B. L. Burtt) D. J. Middleton & Mich. Möller
16. Henckelia communis (Gardner) D. J. Middleton & Mich. Möller
17. Henckelia connata X. Z. Shi & Li H. Yang
18. Henckelia dasii Taram, D. Borah, R. Kr. Singh & Tag
19. Henckelia dasycalyx Sirim. & D. J. Middleton
20. Henckelia dibangensis (B. L. Burtt, S. K. Srivast. & Mehrotra) D. J. Middleton & Mich. Möller
21. Henckelia dielsii (Borza) D. J. Middleton & Mich. Möller
22. Henckelia diffusa B. L. Burtt
23. Henckelia dimidiata (R. Br. ex C. B. Clarke) D. J. Middleton & Mich. Möller
24. Henckelia fasciculiflora (W. T. Wang) D. J. Middleton & Mich. Möller
25. Henckelia fischeri (Gamble) A. Weber & B. L. Burtt
26. Henckelia floccosa (Thwaites) A. Weber & B. L. Burtt
27. Henckelia forrestii (J. Anthony) D. J. Middleton & Mich. Möller
28. Henckelia fruticola (H. W. Li) D. J. Middleton & Mich. Möller
29. Henckelia gambleana (C. E. C. Fisch.) A. Weber & B. L. Burtt
30. Henckelia gardneri B. L. Burtt
31. Henckelia grandifolia A. Dietr.
32. Henckelia heterostigma (B. L. Burtt) D. J. Middleton & Mich. Möller
33. Henckelia hookeri (C. B. Clarke) D. J. Middleton & Mich. Möller
34. Henckelia humboldtiana (Gardner) A. Weber & B. L. Burtt
35. Henckelia inaequalifolia Li H. Yang & X. Z. Shi
36. Henckelia incana (Vahl) Spreng.
37. Henckelia infundibuliformis (W. T. Wang) D. J. Middleton & Mich. Möller
38. Henckelia innominata (B. L. Burtt) A. Weber & B. L. Burtt
39. Henckelia insignis (C. B. Clarke) D. J. Middleton & Mich. Möller
40. Henckelia khasiana Nampy & M. K. Akhil
41. Henckelia lacei (W. W. Sm.) D. J. Middleton & Mich. Möller
42. Henckelia lachenensis (C. B. Clarke) D. J. Middleton & Mich. Möller
43. Henckelia lallanii Taram, D. Borah, Tag & R. Kr. Singh
44. Henckelia longipedicellata (B. L. Burtt) D. J. Middleton & Mich. Möller
45. Henckelia longisepala (H. W. Li) D. J. Middleton & Mich. Möller
46. Henckelia lyrata (Wight) A. Weber & B. L. Burtt
47. Henckelia macrostachya (E. Barnes) A. Weber & B. L. Burtt
48. Henckelia medogensis W. G. Wang, J. Y. Shen & F. Wen
49. Henckelia meeboldii (W. W. Sm. & Ramaswami) A. Weber & B. L. Burtt
50. Henckelia minima (Ridl.) A. Weber
51. Henckelia mishmiensis (Debb. ex Biswas) D. J. Middleton & Mich. Möller
52. Henckelia missionis (Wall. ex R. Br.) A. Weber & B. L. Burtt
53. Henckelia monantha (W. T. Wang) D. J. Middleton & Mich. Möller
54. Henckelia monophylla (C. B. Clarke) D. J. Middleton & Mich. Möller
55. Henckelia moonii (Gardner) D. J. Middleton & Mich. Möller
56. Henckelia multinervia Lei Cai & Z. L. Dao
57. Henckelia nakianensis Sirim., J. Parn. & Hodk.
58. Henckelia nanxiheensis Lei Cai & Z. L. Dao
59. Henckelia oblongifolia (Roxb.) D. J. Middleton & Mich. Möller
60. Henckelia ovalifolia (Wight) A. Weber & B. L. Burtt
61. Henckelia papillosa (M. R. Hend.) A. Weber
62. Henckelia pathakii G. Krishna & Lakshmin.
63. Henckelia peduncularis (B. L. Burtt) D. J. Middleton & Mich. Möller
64. Henckelia petiolaris (C. B. Clarke) B. L. Burtt
65. Henckelia pradeepiana Nampy, Manudev & A. Weber
66. Henckelia primulacea (C. B. Clarke) D. J. Middleton & Mich. Möller
67. Henckelia puerensis (Y. Y. Qian) D. J. Middleton & Mich. Möller
68. Henckelia pumila (D. Don) A. Dietr.
69. Henckelia pycnantha (W. T. Wang) D. J. Middleton & Mich. Möller
70. Henckelia repens (Bedd.) A. Weber & B. L. Burtt
71. Henckelia rotundata (Barnett) D. J. Middleton & Mich. Möller
72. Henckelia scortechinii (Ridl.) A. Weber
73. Henckelia shuii (Z. Yu Li) D. J. Middleton & Mich. Möller
74. Henckelia siangensis Taram, D. Borah & Tag
75. Henckelia speciosa (Kurz) D. J. Middleton & Mich. Möller
76. Henckelia tibetica (Franch.) D. J. Middleton & Mich. Möller
77. Henckelia umbellata Kanthraj & K. Narayanan
78. Henckelia urticifolia (Buch.-Ham. ex D. Don) A. Dietr.
79. Henckelia viridiflora J. Mathew & P. M. Salim
80. Henckelia walkerae (Gardner) D. J. Middleton & Mich. Möller
81. Henckelia wayanadensis Janeesha & Nampy
82. Henckelia wightii (C. B. Clarke) A. Weber & B. L. Burtt
83. Henckelia wijesundarae Ranasinghe & Mich. Möller
84. Henckelia xinpingensis Y. H. Tan & Bin Yang
85. Henckelia zeylanica (R. Br.) A. Weber & B. L. Burtt